# Pinacia trypheropa
Pinacia trypheropa là một loài bướm đêm trong họ Noctuidae.